# Saxifraga brachypoda
Saxifraga brachypoda är en stenbräckeväxtart som beskrevs av David Don. Saxifraga brachypoda ingår i Bräckesläktet som ingår i familjen stenbräckeväxter.

## Underarter
Arten delas in i följande underarter:
- S. b. eglandulosa
- S. b. gouldii